# A Hihetetlen család 2.
A Hihetetlen család 2. (eredeti cím: The Incredibles 2) 2018-ban bemutatott, "egész estés" amerikai 3D-s számítógépes animációs akcióvígjáték, A Hihetetlen család folytatása. A film rendezője és írója az első részt is jegyző Brad Bird, producerei John Walker és Nicole Paradis Grindle, a zeneszerzője Michael Giacchino. A filmet a Walt Disney Pictures és a Pixar Animation Studios gyártotta, a Walt Disney Studios Motion Pictures forgalmazásában.
Az Amerikai Egyesült Államokban 2018. június 15-én, míg Magyarországon 2018. július 5-én mutatták be a mozikban.

## Cselekmény
A történet közvetlenül ott folytatódik, ahol az első rész abbamaradt: a Parr család felveszi a harcot a gonosztevő Aknakukaccal, aki egy monstrumnagyságú alagútfúró masinával veszélyezteti a várost és annak lakóit. A szuperhősfamília akcióba lép ellene, ám a szülők (Helen és Robert) inkább egymaguk próbálják elhárítani a katasztrófát, míg a gyerekeket (Willt és Illanát) azok legnagyobb bosszúságára a család legfiatalabb tagjának, Furinak felügyeletével bízzák meg. A fiataloknak ugyan nincs túl nagy tapasztalatuk a szuperhősködésben (eddig mindössze csak egy akcióban vehettek részt), ebben most mégis részt akarnak venni. A család közösen megállítja a romboló gépszörnyeteget, ám Aknakukac elmenekül, és az akció jó nagy pusztítást hagy maga után a városban. A rendőrség mindezért a szuperhősöket hibáztatja. Bár sokak életét megmentették, a kormány továbbra sem hajlandó támogatni a szuperhősöket, mert akcióik mindig túl sok kárt okoznak, amiket az állam nem tud és nem is akar fedezni. A Szuperhős-áthelyezési Program – mely eddig lehetővé tette a szuperek számára, hogy valós személyazonosságukkal olvadjanak bele a társadalomba – az Aknakukac-incidens után becsődöl, és a család régi barátja, Rick Spender ügynök mindössze annyit tud tenni, hogy egy motelben két hétig szállást biztosít a Parr család számára. Azután a családnak egyedül kell boldogulnia.
Mivel többé már nincs joguk szuperhősi feladatot végezni, és a kormány anyagilag sem támogatja őket, a család a munkanélküliség és pénztelenség problémájával kerül szembe. Közeli barátjuk és exszuperhős kollégájuk Lucius Best megkeresi őket azzal, hogy egy gazdag iparmágnás érdeklődést mutat a szuperhősök iránt, és szeretne beszélni velük a jövőjüket illetően. Winston Devour egy világméretű telekommunikációs vállalatot vezet nővérével, Evelynnel együtt, és feltett szándéka, hogy segítsen visszaadni a szuperhősöknek egykori dicsőségüket. Állítása szerint azt kell elérnie, hogy az emberek pozitív szemszögből lássák a szuperhősöket: csak így kaphatnak támogatást a társadalomtól. Evelyn ötlete és találmánya nyomán a szuperruhájukba kamerát rejtenének, így az emberek folyamatosan láthatnák, milyen hősies akciókat hajtanak végre, és ezáltal nagyobb bizalmat adnának nekik. Winston személyesen Nyúlánykát (Helen szuperhős énjét) kéri fel arra, hogy cégük képviselője legyen ez ügyben, mivel ő az egyetlen szuperhős, aki kevés pusztítást okozott múltbéli akciói során (ellentétben férjével, Irdatlan úrral). Helen eleinte szkeptikus, hogy elvállalhatja-e a küldetést, de Robert a fogát szívva meggyőzi, hogy muszáj megtennie, főleg a gyerekeikért, hogy azoknak legyen esélye szuperhősökként élni. A család átmenetileg Winston egyik luxusvillájába költözik. Míg Helen Nyúlánykaként a bűn ellen harcol, Robert hátramarad, hogy "főállású apaként" a gyerekekre vigyázzon.
A családfő hamarosan rájön, hogy otthonülő szülőnek lenni nehezebb dolog, mint amit szuperhősként valaha is csinált. Nemcsak Illana serdülőkori hangulatingadozásai és Will iskolai problémái okoznak gondot, de a kis Furi ellátása is kihívást jelent. Ráadásul a család komoly megpróbáltatások elé kerül, mikor felfedezik a baba eddig rejtett szuperképességeit, melyekből nem kevés akad: Furi képes az alakváltozásra, a teleportációra, a duplikációra, a levitációra, a tűzokádásra, a kocsonyásodásra és a szemével lézert tud lőni. Ezek a képességei pedig a legváratlanabb pillanatokban mutatkoznak meg, teljes kiszámíthatatlanságot okozva. Robert ennek fényében úgy érzi, képtelen megbirkózni az otthoni feladatokkal, amit apai funkciója kudarcaként él meg. Szerencsére nincs egyedül, hiszen a gyerekei, akárcsak közeli barátai (mint Lucius és Elza Divat) segítségére vannak. Elza egy ideig gondjaiba veszi Furit, amíg rá nem jönnek az összes képességére, és azoknak kezelésére. Robert ezalatt teljes gőzerővel beleveti magát szülői és háztartásbeli teendőibe: segít Willnek a leckeírásban és Illanának a fiúkkal való gondjaiban. Az ő kitartása és "kemény" munkája Helennek is ösztönzést ad szuperhősi feladataihoz.
Feltűnik a színen egy titokzatos gonosztevő: Démonitor, aki különböző tévécsatornák adásait meghekkelve hipnotikus üzenetekkel mossa ki az emberek agyát, és így szörnyűbbnél szörnyűbb kegyetlenségekre veszi rá őket. Emiatt városszerte elszaporodnak a bűncselekmények, amiket Nyúlánykának kell megállítania. Szerencsére jó részt sikerrel is jár. A DevTech vállalat kameráin keresztül az emberek látják a hőstetteit, és egyre nagyobb bizalommal tekintenek a szuperhősökre. Démonitort azonban továbbra sem sikerül kézre keríteni. Evelyn és Helen összedolgoznak, hogy Démonitor legközelebbi tévés támadásánál bemérjék a közvetítés megszakításához használt jeladót, és kiderítsék pontos tartózkodási helyét. A terv beválik: Helen megtalálja a bűnöző búvóhelyét, majd a városon keresztül való hosszas üldözés során végül sikerül elkapnia. Azonban, mikor lerántja róla rejtélyes maszkját, az a mögött rejtőző pizzafutár férfi szentül állítja, hogy nem emlékszik semmire abból, ami történt vele (hasonlóan azokhoz, akik Démonitor hipnotikus hatása alá kerülnek). Persze nem hisznek neki, de Helenben erős gyanút ébreszt, hogy "túl sima" volt az ügy.
A sikeres akciót követően Winston fogadást szervez a cég központjában Nyúlányka ünneplésére, s egyben bejelenti, hogy "pár perce a világ csúcstalálkozón több, mint száz nagyhatalmú ország vezetője úgy határozott, hogy újra legális lesz szuperhősnek lenni". A megállapodás aláírására pedig nyilvános konferenciát szervez a saját hajóján. A fogadáson Helen – miközben Űrrel beszélget – észreveszi, hogy a kivetítőkön az a felvétel megy, amit ő látott Démonitor bázisán. Kíváncsiságtól hajtva és a fogadást unva a biztonsági felvételeket kezdi nézegetni, és rájön, hogy Démonitor képes volt rácsatlakozni az ő ultrabiztonságos, feltörhetetlen szuperruha-kamerájára. Eközben Evelyn csatlakozik hozzá egy kis csevegésre. Helen kisvártatva rájön, hogy a pizzafutárt csak úgy lehetett hipnotizálni, ha a maszkja szemüvegén keresztül ugyanazt a hipnotikus üzenetet kapta, mint amit az igazi Démonitor sugároz; vagyis a fickó, akit elkapott, nem Démonitor volt, hanem Démonitor áldozata. Ebben a pillanatban Evelyn rácsapja Helen szemére a maszkból előhalászott szemüveget és így transzba ejti. Kiderül, hogy ő az igazi Démonitor, aki az egész cselszövést kitervelte, mert a szuperhősöket hibáztatja szülei haláláért, és úgy gondolja, a társadalomnak sokkal jobb nélkülük. Végső célja, hogy a szuperek örökre illegálisak maradjanak. Ennek elérése érdekében Nyúlányka újdonsült hírnevét akarta felhasználni, és most a hajón tartott sajtókonferencián akarja a nyilvánosság előtt rossz színben feltünteti őt, a többi szuperhőssel együtt. Evelyn a hipnózisa alá vonja Helent, majd egy csapat másik szuperhőst (akiket a fogadásról szedett össze és már szintén ő irányít) a Parr család elfogására küld.
Elza eközben felfedezi Furi képességeit, megfelelő védelemmel ellátott ruhát készít neki és kitanítja Robertet a babaruha védelmi funkcióinak kezelésére.
Evelyn – Robertnek csapdát állítva – értesíti őt, hogy Helen bajban van, így Irdatlan úrként azonnal a hajóra siet, ám Evelyn őt is elkapja és irányítása alá vonja. A Parr gyerekek Lucius (Fridzsiman) segítségével ezalatt megküzdenek az ellenük küldött szuperhősökkel, ám végül Lucius is hipnózisba esik. Ettől kezdve tehát a gyerekeken áll, hogy felvegyék a harcot a gonoszokkal, és mindenkit megmentsenek. Eközben Evelyn – hogy ezzel végleg lejárassa őket – arra készteti a szuperhősöket, hogy térítsék el a hajót, és irányítsák neki a városi kikötőnek. Azonban Will, Illana és Furi felszöknek a hajóra, és szuperképességeiket bevetve legyőzik gonosszá vált szüleiket, és megszabadítják őket Evelyn hipnózisa alól. Ezután a többi szuperhős ellen vívnak ádáz harcot, és végül mindegyiküket sikeresen megmentik a hipnózistól. Míg Robert, Fridzsiman és a gyerekek megállítják a kikötő felé száguldó hajót, Helen Evelyn nyomába ered, aki egy sugárhajtású repülőn akar kereket oldani. Egy másik szuperhős, Űr segítségével némi nehézség árán sikerül feljutnia Evelyn gépére, elkapja őt, és egy féreglyukon keresztül visszaviszi a hajóra, ahol végre az igazságszolgáltatás elé állíttatja. A hajón jelenlévő szemtanúkat egytől-egyig lenyűgözi a szuperek páratlan hőstette.
Immár, hogy világszerte elismert hősökké váltak, a szuperhősök végre valahára elérték céljukat: a kormány visszaállította eredeti, legális státuszukat.
Az utolsó jelenetben az egész család moziba megy Sztív Tipróval, hogy megnézzék az A113 című filmet, ám egy lövöldözős autósüldözés akadályozza meg őket ebben. Sztív Tiprót kiteszik a mozi előtt, egyenként felveszik maszkjukat, és akcióba lendülnek.

## Szereposztás
| Szereplő                   | Eredeti hang         | Magyar hang       |
| -------------------------- | -------------------- | ----------------- |
| Helen Parr / Nyúlányka     | Holly Hunter         | Gubás Gabi        |
| Robert Parr / Irdatlan úr  | Craig T. Nelson      | Csuja Imre        |
| Illana Parr                | Sarah Vowell         | Csifó Dorina      |
| Will Parr                  | Huck Milner          | Vida Bálint       |
| Lucius Best / Fridzsiman   | Samuel L. Jackson    | Galambos Péter    |
| Elza Divat                 | Brad Bird            | Halász Aranka     |
| Aknakukac                  | John Ratzenberger    | Bácskai János     |
| Winston Deavor             | Bob Odenkirk         | Lux Ádám          |
| Evelyn Deavor              | Catherine Keener     | Sipos Eszter Anna |
| Rick Spender               | Jonathan Banks       | Vass Gábor        |
| Polgármester               | Barry Bostwick       | Sörös Sándor      |
| Űr                         | Sophia Bush          | Gulás Fanni       |
| Henrietta Selick nagykövet | Isabella Rossellini  | Kovács Nóra       |
| Helectrix                  | Phil LaMarr          | Szabó Máté        |
| Kőkövön                    | Phil LaMarr          | Bognár Tamás      |
| Reflux                     | Paul Eiding          | Szersén Gyula     |
| Rikoltó                    | Michael B. Johnson   | Harsányi Gábor    |
| Tégla                      | Adam Rodriguez       | Minárovits Péter  |
| Chad Brentley              | Adam Gates           | Mihályi Győző     |
| Démonitor / Pizzafutár     | Bill Wise            | Pál Tamás         |
| Sztív Tipró                | Michael Bird         | Molnár Levente    |
| Cinci                      | Kimberly Adair Clark | Kocsis Mariann    |

## Hasonlóságok az első résszel
A filmben számos olyan jelenet van, amely erős hasonlóságot mutat az első rész bizonyos jeleneteivel, vagy pedig azonos sémára épült, mint, ahogy azt az első filmben láthattuk.
- A film interjúval kezdődik, akárcsak az első részben. Ám, míg az első részben Nyúlányka, Fridzsiman és Irdatlan úr adott interjút, itt Rick Spender ügynök hallgatja ki Sztív Tiprót a fiút, akibe Illana bele van zúgva. A jelenet sokkal inkább a Furi-támadás című rövidfilmre hasonlít, amiben Spender ügynök szintén kihallgatást bonyolít le (még a párbeszédek is majdnem megegyeznek).
- Amikor a Parr család Aknakukac ellen harcol és váratlanul csatlakozik hozzájuk Fridzsiman, Irdatlan úr boldogan felkiált, hasonlóan, ahogy az első filmben is tette az Omnidroiddal való küzdelem során.
- Egy vacsorajelenet, ahol a család a szuperképességeik nyilvános használatáról vitatkozik mindkét filmben előfordul.
- Amikor Helen felhívja Winstont, hogy közölje, vállalja a megbízást, a jelenet és a párbeszédek is hasonlóak az első film azon jelenetéhez, amikor Robert hívja fel Mirage-t a küldetés elvállalása kapcsán.
- Amikor Robert először fedezi fel Furi képességeit, a jelenet hasonlít a Furi-támadásra, ahol Lauri, a bébiszitter tett hasonló felfedezést.
- Szintén a Furi-támadás egyik jelenetére hasonlít, mikor Robert és Lucius közösen próbálják féken tartani a képességeivel szórakozó babát.
- Amikor Elza megmutatja Robertnek a Furinak tervezett új szuperruhát, ehhez hasonló jelenet már az első filmben is előfordult, csak épp Helennel.
- Amikor Robert és a gyerekek a tévében tudósítást néznek Nyúlánykáról, a tévé az első film egyik jelenetét mutatja.
- Amikor a film csúcspontján Illana önként vállalja, hogy szuperhősködés helyett inkább Furira vigyáz, Robert büszkén megdicséri őt: – Büszke vagyok rád! – mondja. Ugyanezt mondta neki Helen is az első részben, mikor Illana a szupererejével megmenti a családot a robbanástól.
- A film majdnem ugyanúgy ér véget, mint az első rész: a zárójelenetben valami teljesen hétköznapi eseményt újabb veszély zavar meg, és még mielőtt a stáblista elindul, Parrék akcióba lendülnek.
- A stáblista nagyon hasonlít az előző részben levőre: képregény-szerű rajzokkal van körítve, ezúttal a második részben látott események alapján.

## Megjelenés
A filmet eredetileg 2019. június 21-én tervezték bemutatni, ám 2016 őszén bejelentették, hogy a premier idejét megcserélték a Toy Story 4. 2018-as bemutatójával, mivel az előbbi film még csupán félkész állapotban volt, és a stúdió nem tudta volna befejezni a tervezett időpontra. Így A Hihetetlen család 2-t amerikaszerte 2018. június 15-én mutatták be először. Magyarországon a tervek szerint 2018. július 19-én mutatták volna be, ám egy hónappal a tervezett időpont előtt a film bemutatóját július 5-re hozták előre.